# 延吉駅
延吉駅（えんきつえき、中国語: 延吉站、朝鮮語: 연길역）とは、中華人民共和国吉林省延辺朝鮮族自治州延吉市に位置する長図線の駅。

## 歴史
- 1924年　開業。

## 隣の駅
中華人民共和国鉄道部
長図線
朝陽川駅 - 延吉駅 - 渓洞駅

## ギャラリー
- 延吉駅から徒歩2分の延吉公鉄分流バスターミナル
- 延吉駅に隣接している迎楽宮